# Zeche Fredholder Bank
Die Zeche Fredholder Bank war ein Stollenbergwerk im heutigen Grenzgebiet der Städte Wetter (Ruhr) und Gevelsberg.

## Bergwerksgeschichte
Die Zeche wurde 1560 (andere Quellen besagen 1650) erstmals benannt und war bis 1739 unter diesem Namen in Förderung. In jenem Jahr änderte sie ihren Namen auf „Trappe und Adler“ und avancierte dadurch zur direkten Vorgängergrube der Zeche Trappe in der Gemeinde Silschede, heute Gevelsberg-Silschede.